# Helmut Cox
Helmut Cox (* 1. Januar 1938 in Aachen) ist ein deutscher Wirtschaftswissenschaftler. Von 1970 bis 2003 war er ordentlicher Professor für Volkswirtschaftslehre an der Gesamthochschule Duisburg bzw. der Gerhard-Mercator-Universität Duisburg.

## Leben
Cox besuchte das Staatliche Gymnasium Kleve, wo er 1958 sein Abitur ablegte. Von 1958 bis 1962 studierte er Wirtschafts- und Sozialwissenschaften an der Universität zu Köln. Anschließend war er bis 1970 wissenschaftlicher Assistent am Forschungsinstitut für Sozialpolitik und dem Seminar für Genossenschaftswesen an der Kölner Universität. Während dieser Zeit 1966 promovierte er mit dem Thema „Die Ordnung der Originärverteilung als Gegenstand der Vermögenspolitik. Zur Bildung personenbezogener Produktivvermögens in Arbeitnehmerhand.“
Zwischen 1968 und 1971 hatte er mehrere Lehraufträge für Volkswirtschaftslehre, Wirtschafts- und Sozialpolitik an der Universität zu Köln und der PH Rheinland, bis er 1970 eine Berufung auf den Lehrstuhl für Wirtschaftswissenschaft/Volkswirtschaftslehre an der PH Ruhr erhielt. 1972 wechselte er als ordentlicher Professor für Volkswirtschaftslehre/Spezielle Wirtschaftspolitik/Didaktik der Wirtschaftslehre an der Gerhard-Mercator-Universität Duisburg. 1974 erhielt er einen Ruf auf den Lehrstuhl für Wirtschaftswissenschaft zur Pädagogischen Hochschule Rheinland/Universität zu Köln, den er allerdings ablehnte.
Er war Mitglied des Rektorats als Konrektor und Vorsitzender der Struktur- und Haushaltskommissionen an der Universität Duisburg, Mitglied des Gründungssenats der Universität Duisburg und Dekan des Fachbereichs Wirtschaftswissenschaft der Universität Duisburg. 2003 emeritierte er.
Seit 1991 ist er Mitglied des Wissenschaftlichen Beirats der Gesellschaft für öffentliche Wirtschaft in Berlin, seit 1995 Vorstandsmitglied des Internationalen Forschungs- und Informationszentrums für öffentliche Wirtschafts in Lüttich (CIRIEC/IFIG) und Vorsitzender der Internationalen Wissenschaftlichen Kommission „Öffentliche Unternehmen“ und Mitglied des Herausgebergremiums der wissenschaftlichen Zeitschrift „Annals of Public and Cooperative Economics/Annales de l’Économie Publique Sociale et Cooperative“.
Cox ist seit 1958 Mitglied der katholischen Studentenverbindung K.D.St.V. Rheno-Baltia Köln.

## Ehrungen
- 2004: Verdienstkreuz 1. Klasse der Bundesrepublik Deutschland

## Veröffentlichungen
- Die Ordnung der Originärverteilung als Gegenstand der Vermögenspolitik; Zur Frage der Bildung personenbezogenen Produktivvermögens in Arbeitnehmerhand. Köln 1965.
- mit U. Jens, U. und K. Markert: Handbuch des Wettbewerbs – Wettbewerbstheorie. Wettbewerbspolitik, Wettbewerbsrecht. Vahlen, München 1981.
- Perspektiven öffentlicher Unternehmen in der Wirtschafts- und Rechtsordnung der Europäischen Union. Baden-Baden 1996.
- Services Publics, Missions Publiques et Régulation dans l´Union Européene, sous la direction de Helmut Cox. Paris 1997.
- Regulation versus public property: A comparative analysis, Annals of Public and Cooperative Economics/Annales de l´Economie Publique Sociale et Cooperative. Blackwell Publishers, Oxford, 1999.
- The question of Competitive Tendering for Public Services in the European Union, Anals of Public and Cooperative Economics/Annales de l´Économie Publique Sociale et Cooperative. Blackwell Publishers, Oxford 2003.